# Municipio de San Javier (Sonora)
El Municipio de San Javier es un municipio  en Sonora en el noroeste de México
El área del municipio es 793.27 km². Y la población era 279 en 2000.  Los municipios circundantes son Soyopa al del norte, Onavas, al este, Suaqui Grande, al del sur, y Colorada, al oeste.